# Kurt Planck
Kurt Planck von Planckburg (* 12. Februar 1911 in Salzburg; † 11. Januar 1975 in Salzburg) war Sicherheitsdirektor des Landes Salzburg und ein österreichischer Gutsbesitzer, Mitbesitzer des landtäflichen Gutes „Piberbach und Weyer“ im Traunviertel in Kematen an der Krems und Polizeijurist.

## Familie
Kurt Planck war ein Sohn des Oberstleutnants Konrad Planck von Planckburg und der Maria Spängler und somit ein Enkel des Gründers der Bank für Oberösterreich und Salzburg, heute Oberbank, die 1869 als Aktiengesellschaft aus dem alteingesessenen Planck´schen Bankhaus „J. M. Scheibenpogens Eidam“ in Linz hervorging. 1945 heiratete er Gisela Aloisia Roth (* 1919 in Salzburg). 1946 wurde sein Sohn Alexander Kurt Planck geboren.

## Leben
Nach seiner Ausbildung am Stiftsgymnasium Kremsmünster in Oberösterreich und der Matura im Jahr 1929 schloss er sein Studium der Rechtswissenschaften an der Universität Wien mit abs. iur. im Jahre 1933 ab. Von 1934 bis 1938 war er als Polizeijurist bei den Polizeidirektionen und Sicherheitsdirektionen Innsbruck, Salzburg und Linz sowie im Bundeskanzleramt tätig.
Am 13. März 1938 nach dem „Anschluss“ erfolgte seine Entlassung und er kam in Haft. Er arbeitete danach als Prokurist einer Salzburger Textilfirma. Später wurde er zum Militärdienst einberufen, wo er sich eine Flecktyphuserkrankung zuzog.
1945 erfolgte seine Wiedereinstellung in der Zweiten Republik als stellvertretender Polizeidirektor in Salzburg. Zwischen 1954 und 1972 war Planck Sicherheitsdirektor des Landes Salzburg und wurde zum Wirklichen Hofrat ernannt.

## Ehrungen und Auszeichnungen
- Großes Ehrenzeichen für Verdienste um die Republik Österreich
- Ehrenzeichen des Landes Salzburg
- Bundesverdienstkreuz der Bundesrepublik Deutschland